# Kościół św. Wilhelma w Chieri
Kościół św. Wilhelma w Chieri (wł. chiesa San Gugliemo) – rzymskokatolicki, filipiński kościół zlokalizowany w centrum miasta Chieri we Włoszech (Piemont), należący do archidiecezji turyńskiej. Jeden z najstarszych kościołów w mieście. Należy do Bractwa Ducha Świętego.

## Historia i architektura

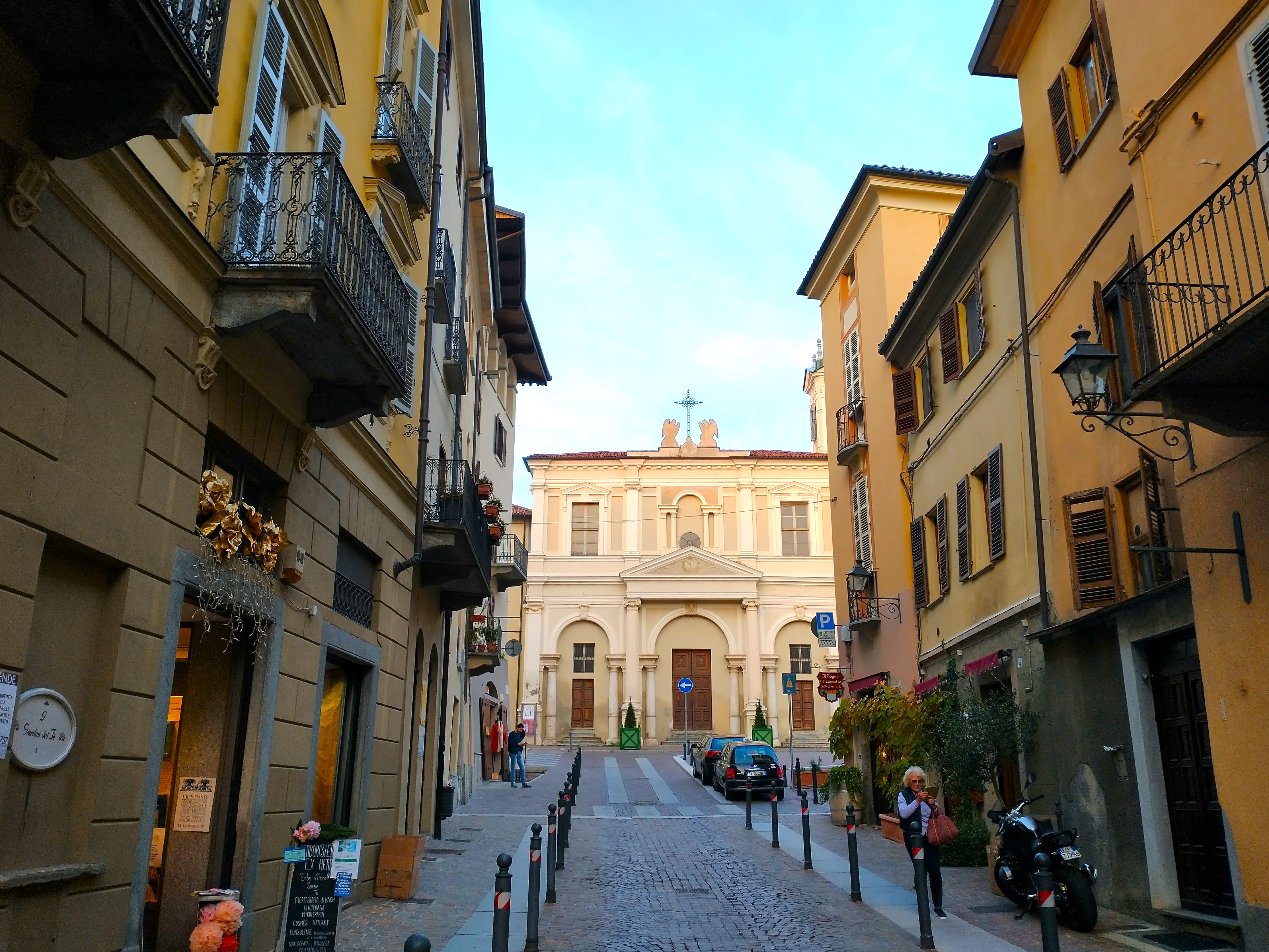
Kontekst urbanistyczny

Świątynia reprezentuje formy sztuki gotyckiej i barokowej. Przekazy o istnieniu kościoła w tym miejscu sięgają XIII wieku. Zbierała się w nim rada średniowiecznej gminy Chieri. W 1484 roku stał się własnością rodu Dodoli, który prawdopodobnie przebudował go w stylu gotyku doliny Padu. Apsyda zachowała formy z XV wieku. W 1576 przeszedł na własność Bractwa Ducha Świętego, którego celem było nawracanie Żydów na katolicyzm i rozdawanie chleba ubogim. W 1689 Bractwo wzniosło portyk, który około 1837 zamknięto w celu poszerzenia nawy.
Przebudowa dokonana w XV wieku była dziełem mistrza budowlanego, którego personalia nigdy nie zostały poznane, natomiast rozbudowa przeprowadzona w 1689 nastąpiła według planów Michelangelo Garove (1648-1713). W 1777 roku Giuseppe Michele Vaj zaprojektował nową dzwonnicę, podczas gdy Francesco Benedetto Feroggio (1718-1763) stworzył plany nowej fasady, która nigdy nie została zrealizowana. Obecny front został zaprojektowany i zbudowany według projektu Felice Courtial w 1840.
Sztywna organizacja fasady, przerywana pilastrami i półkolumnami, prostokątnymi oknami, trójkątnymi tympanonami, ślepymi okrągłymi łukami i małym prothyronem, wyróżnia budynek od innych kościołów Chieri i czyni go wyjątkowym w lokalnej architekturze.

## Wyposażenie
Ołtarz główny zwieńczony jest nastawą wykonaną w 1741 przez Giuseppe Antonio Riva di Carignano. Na lewo od prezbiterium znajduje się kaplica, w której wisi XV-wieczny drewniany krucyfiks ufundowany przez ród Brogliów. W kościele zachowało się kilka ciekawych obrazów, wśród których na uwagę zasługują:
- ołtarz Trzech Króli autorstwa Francesco Fea (przed 1632),
- San Ludovico d'Angiò (ikonografia niepotwierdzona) autorstwa nieznanego XVII-wiecznego malarza,
- osiemnaście płócien, które przedstawiają Chrystusa, Madonnę, czterech innych świętych i dwunastu Apostołów,
- Ojciec Wieczny Błogosławiony autorstwa nieznanego artysty z XVII wieku (tondo na ołtarzu głównym),
- organy z 1766 (mechanizm prawdopodobnie poddany późniejszym renowacjom, chór oryginalny)[2].

W niszy, w prawej nawie przechowywane są relikwie męczennika, św. Teodora. Jest to cały szkielet, przywieziony do Chieri z Rzymu w 1753 i ponownie złożony przez lokalnego chirurga. Trumna jest bogato rzeźbiona. W zakrystii znajdują się relikwie św. Wilhelma, patrona świątyni.
Na ścianach istnieją ślady fresków z bliżej nieokreślonego czasu. Bardzo cenne było uposażenie liturgiczne, udokumentowane w latach 60. XX wieku i częściowo potem zaginione. Archiwum Bractwa Ducha Świętego jest również cenne i przechowuje dokumenty od XVII wieku.